# 전주의 얼굴 없는 천사
전주의 얼굴 없는 천사는 대한민국 전라북도 전주시 노송동 주민센터에 20년 넘게 기부를 이어오고 있는 신원 미상의 선행인을 말한다. 얼굴 없는 천사에 의한 기부는 2000년에 처음 시작된 것으로 보이며, 매년 연말 성탄절을 전후로 익명 기부를 이어오고 있다. 가장 최근에 기부한 날짜는 2024년 12월 20일이며, 누적기부액은 10억 4483만여원에 달한다.
얼굴 없는 천사는 주민 센터 인근의 특정 장소에, 주로 현금과 돼지저금통으로 구성된 성금을 A4용지 박스에 담아 놓고서 주민센터 측에 전화를 걸어 위치를 알려주는 식으로 기부를 진행한다. 이와 함께 간단히 어려운 사람을 응원하는 내용의 쪽지를 상자에 담는데, 경우에 따라 다른 내용을 덧붙이거나 아예 남기지 않는 경우도 있다. 이처럼 거액의 기부를 수십년째 진행하면서도, 본인의 신원을 철저히 밝히지 않으려 노력하기에 세간의 화제가 되었다. 나아가 매 연말 때마다 얼굴 없는 천사가 다녀갈지의 여부를 두고 주민센터 직원들은 물론 지역사회와 언론의 관심이 집중된다.
얼굴 없는 천사의 기부금은 사회복지공동모금회를 통해 지역 내 저소득층과 소년소녀가장에게 쓰인다. 2009년에는 얼굴 없는 천사의 뜻을 기리는 기념비가 세워졌으며, 노송동 주민센터 일대를 천사의 길로 명명하고 기념공원도 조성되었다. 지역주민들은 매년 10월 4일을 '천사의 날'로 기념하여 불우이웃 나눔 행사를 진행한다. 얼굴 없는 천사의 뜻을 따르는 익명기부 사례도 늘었으며, 그의 선행에서 영감을 받은 연극과 영화가 제작되기도 했다.

## 신원

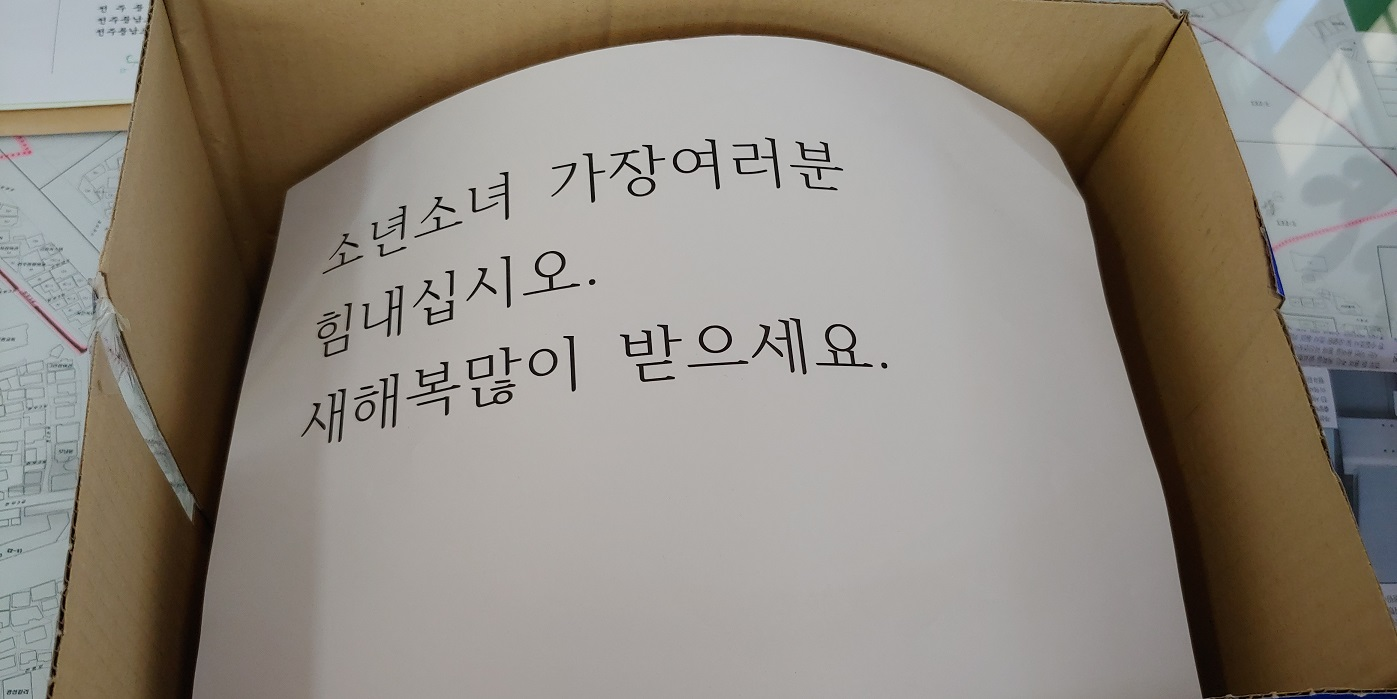
2018년 기부 당시의 쪽지

얼굴 없는 천사는 기부금을 전주시 노송동 주민센터 근처의 특정한 장소에 두고, 주민센터 측에 전화를 걸어 성금이 놓여진 위치를 알려준 뒤 사라지기 때문에 이름, 나이, 얼굴, 직업 등 신원은 전혀 알려져 있지 않다. 기부금을 전달받는 주민센터 직원들 역시 전화 속 목소리와 전달 방식, 메시지 내용으로 미루어 매년 찾아오는 '얼굴 없는 천사'임을 짐작할 뿐이다. 전화로 걸려오는 목소리는 20대 여성에서부터 5~60대 남성까지 다양하기에, 한 가족이 돌아가며 선행을 하고 있다는 추측도 있었다.
선행이 널리 알려지기 시작한 2005년부터는 천사의 신원을 두고 여러 가지 설이 제기되기도 했다. 과거의 잘못을 뉘우치기 위해 선행을 시작했지만 신원을 밝히기 곤란한 조직폭력배나 포주, 아니면 신앙심이 깊은 성공한 사업가가 가난했던 어린 시절을 생각해 해마다 불우이웃돕기에 나선 거라는 사업가설 등이었다. 2009년 기부 당시에는 쪽지에서 이례적으로 "하늘에 계신 어머니"의 유지를 받든다는 언급이 있었는데, 어려운 사람을 돕는 것이 어머니와 약속이라 생각하고 있기에 앞으로도 선행을 이어가지 않겠느냐는 조심스러운 전망이 있었다.
세간의 주목이 점차 늘면서 천사의 정체를 밝히기 위한 시도도 있었고, 그때마다 천사 본인도 철저히 신원을 지키려는 모습이다. 2004년에는 동사무소 직원들이 주인공을 밝히기 위해 시도했으나, 기부일을 앞당기는 바람에 실패했다. 2009년에는 기부 10년차를 맞아 언론의 관심이 크게 높아지면서, 일부 언론사가 이틀 간 잠복취재에 들어가고, 몰래카메라까지 설치했지만 추적에 실패하였다. 기부자는 이를 의식한 듯 예상일자를 며칠 넘기고 기부금을 전달하였다. 2019년 기부금 절도 사건 당시에는 주민센터 측에 전화를 걸어 "경찰 조사가 이뤄지더라도 내 차량과 신분이 노출되지 않도록 주의해 달라"고 부탁하기도 했다.
한편 기부인의 신원에 대한 지나친 관심을 두고 우려하는 목소리도 존재한다. 전주시 측은 익명을 원하는 기부인의 뜻을 받들어 그의 신원을 추적하지 않겠다는 입장을 밝힌 바 있으며, 2013년 연합뉴스는 기부자의 신원에 대한 과도한 관심에 대해 자성하자는 주장을 펴기도 했다.

## 활동

### 2000년~2004년
얼굴 없는 천사의 활동은 2000년 4월 3일부터 시작되었다. 당시 초등학교 3학년으로 보이는 남학생이 중노송2동 사무소 민원실을 찾아, '불쌍한 사람을 도와주세요'라는 말과 함께 58만 4000원이 든 돼지저금통을 올려놓았다. 초등학생은 50대 아저씨로부터 부탁받은 것이라고 말하고 사라졌다. 2001년 12월 26일에도 74만 2800원이 든 돼지저금통이 익명으로 동사무소에 전달되었다.
2002년에는 5월 4일, 60대 남성으로 추정되는 사람이 전화를 걸어 "불우한 어린이를 위해 써달라"며 동사무소 앞 장애인 도움 벨 앞에 현금 100만원이 든 보자기를 놓고 갔으며, 12월 24일에는 같은 남성으로 추정되는 사람이 다시 한번 "동사무소 옆 공중전화 부스에 돼지 저금통과 현금 등을 싼 보자기가 있으니 불우이웃을 돕는데 써달라"고 전화, 현금 100만원과 동전 61만 2060원이 가득찬 돼지 저금통을 기부하였다. 얼굴 없는 천사의 선행은 이때부터 언론에 보도되기 시작하였다.
2003년 12월 23일 오전에는 30~40대로 추정되는 남성이 "불우이웃을 돕는 데 써달라"며 똑같이 동사무소 옆 공중전화 부스를 살펴보라는 전화를 걸었다. 부스 내에 있던 종이 쇼핑백 안에는 1만원권 현금 500만원과 동전 36만 7330원이 가득 찬 돼지저금통이 있었다. 쇼핑백 안에서 발견된 메모지에는 "올해는 열심히 일해 다른 해보다 더 할 수 있어 너무 기쁘답니다. 우리 동만이라도 결식아동이 없었으면 합니다"라는 글귀가 적혀 있었다. 이듬해 2004년 12월 22일 오전에는 이번에는 50대로 추정되는 남성이 전화를 걸었고, 동사무소 앞 비석으로 위치를 달리 하였을 뿐 똑같이 현금과 돼지저금통, 메모가 든 쇼핑백을 두고 갔다. 기부액은 현금 500만원과 동전 44만 8350원이었다.

### 2005년~2009년
2005년 12월 26일 정오에는 30대 후반으로 추정되는 남성이 전화를 걸었다. 이 해부터는 행정동 통폐합으로 중노2동이 노송동에 통합되면서, 노송동 사무소에 전달되었다. 동사무소 지하주차장 옆 화단에 예년과 마찬가지로 현금과 돼지저금통이 들은 쇼핑백을 두고 갔으며, 현금 1천만원과 동전 45만 5180원이 들어 있었다. 같이 들어있는 쪽지에는 '올해는 눈이 너무 많이 내렸습니다. 추위에 떨고 있는 이웃에게 전해 주십시오'라는 글귀가 적혀있었다. 2006년 12월 21일에는 40대 남성으로 추정되는 남성이 똑같은 위치에 기부금을 두었음을 알렸다. 쇼핑백에는 현금 800만원과 동전 51만 3210원 (돼지저금통 세 개)이 들어 있었으며, 메모지에는 "불우한 이웃에게 저희 가족의 작은 정성을 나눌 수 있어 너무 기쁘고 행복하게 생각합니다"고 적혀 있었다. 2007년 12월 27일 오전 11시에는 지난해와 똑같은 자리에 놓고 갔다는 30대 후반 남성의 전화가 걸려왔고, 동전 29만 8100원과 현금 2000만원의 기부금을 수령하였다.
2008년 12월 23일 오후 1시 40분에는 역시 똑같은 자리에 놓고 갔다는 40대 후반 남성의 전화가 걸려왔고, 현금 2000만원과 동전 38만 1000원의 기부금을 수령하였다. 메모지에 적힌 문구는 "소년·소녀 가장 여러분! 힘내세요"였다. 2009년에는 언론의 관심이 높아지면서 성탄절을 지나 12월 28일 오전 11시에 전화를 걸어왔다. 전달 장소도 동사무소 공터에 있는 자판기 옆으로 바꾸었으며, 돼지저금통과 현금 뭉치가 들어 있는 종이상자를 두고 갔다. 기부금액은 8000만원과 돼지저금통 속 동전 26만 5920원이었으며, 이로서 기부 10년째를 맞이하게 되었다. 함께 들어 있던 종이에는 "대한민국 모든 어머님들이 그러하셨듯이 저희 어머님께서도 안 쓰시고 아끼시며 모으신 돈이랍니다. 어머님의 유지를 받들어 어려운 이웃을 위해 쓰여졌으면 합니다. 새해 복 많이 받으십시요. 하늘에 계신 어머님께 존경합니다 사랑합니다라는 말을 전하고 싶습니다"라는 글귀가 적혀 있었다.

### 2010년~2018년

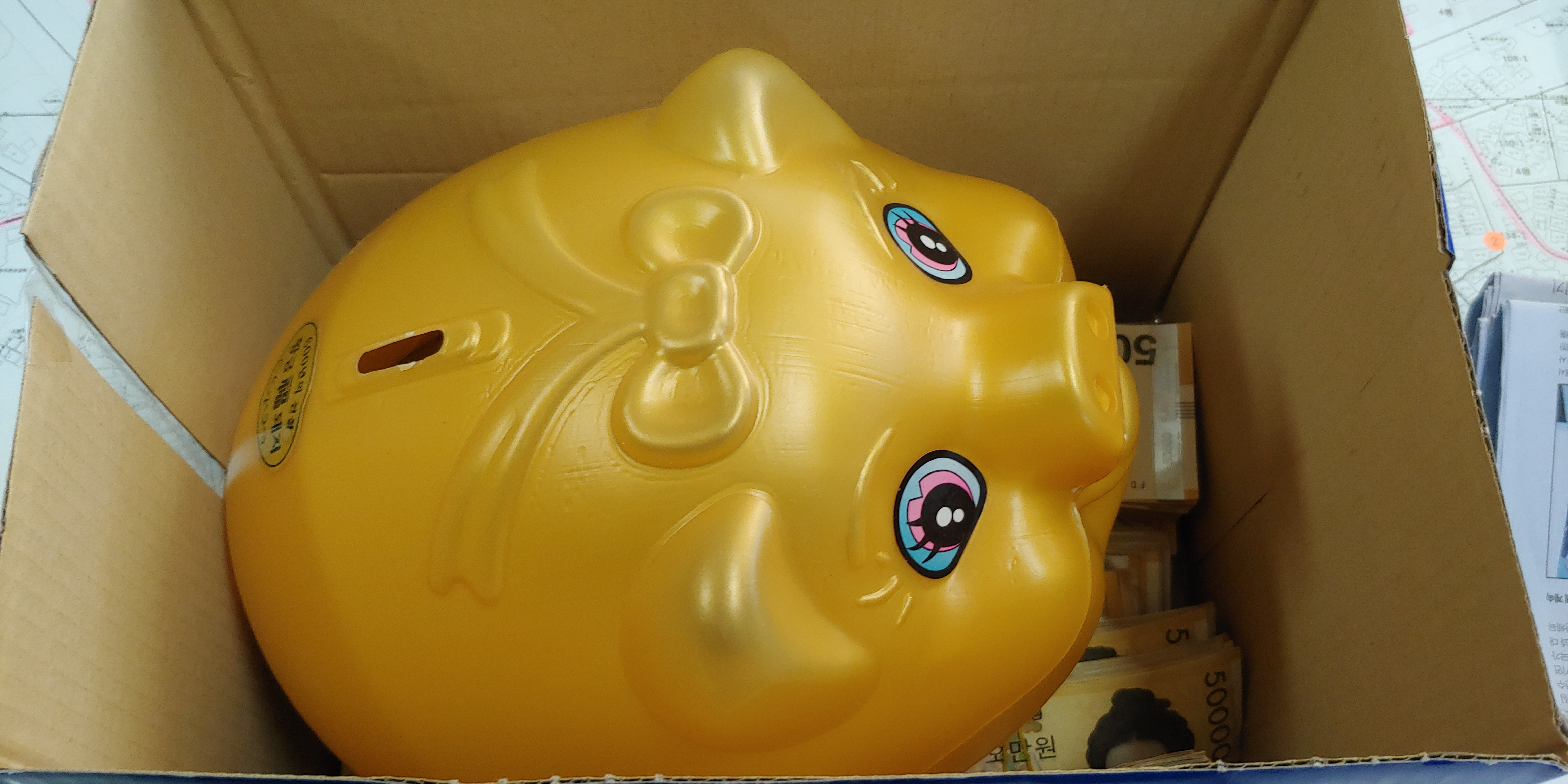
2018년 기부 당시의 기부금. 50000원 지폐와 돼지저금통의 동전을 합쳐 5000만원 상당의 기부금을 남기고 갔다.

2010년 12월 28일 오전 11시 55분, 40대로 추정되는 남성이 전화를 걸어와, "저희가 매년 성의 표시하는 것이 있는데, 동사무소 인근의 미용실 옆 골목 화단을 확인해보라"는 말을 남기고 끊었다. 예년과는 다른 장소로 돼지저금통과 현금을 A4 종이상자 속에 넣은 채 전달되었으며, 이 해의 기부금은 현금 3,500만원과 동전 34만 1620원으로 집계됐다. 쪽지는 남기지 않았다. 이듬해 2011년 12월 20일 낮 12시 10분에는 40대 남성이 전화로 "주민센터 인근 우리세탁소 옆 도로에 주차된 트라제XG 승용차 밑에 돈 상자가 있으니 가져가라"는 내용을 전했고, 5만원권을 100장씩 묶어 담은 편지봉투 10개와 돼지저금통에 담긴 동전 24만 2100원 등, 총 5024만 2100원의 성금이 A4 종이상자 속에 들어 있었다. 이 해에는 "어려운 이웃 도와주십시오. 힘내시고 새해 복 많이 받으세요"라는 간단한 쪽지를 남겼다.
2012년 12월 27일 오후 1시 53분, 40~50대로 추정되는 남성이 전화를 걸어 "주민센터 인근 화단에 있는 '얼굴 없는 천사비' 부근을 보라"며, "어려운 이웃을 위해 써 달라"고 말했다. 예년과 마찬가지로 A4 종이상자 속 5만원권 지폐 5천만원과 돼지저금통이 담겨 있었으며, 기부액은 총 5030만 4600원에 달했다. 이 해에는 별다른 쪽지를 남기지 않았다. 2013년에는 역대 기부 중에서 가장 늦은 날짜인 12월 30일 오전 11시 15분, 지난해와 같은 자리를 살펴보라는 전화를 걸었고, 지폐와 돼지저금통 등 총 4924만 6740원의 성금을 전달하였다. "소년 소녀 가장 여러분, 어렵더라도 힘내시고 새해 복 많이 많으세요"라는 쪽지도 함께 전달하였다. 이듬해 2014년 12월 29일 오후 3시 40분, 40대로 추정되는 인물이 다시 전화를 걸어왔다. "시간이 없어 그러는데 지금 세탁소 옆 차량 뒤에 박스를 놓고 갑니다. 다른 사람이 가져가기 전에 빨리 가져가 주세요. 불우한 이웃을 위해서 꼭 써주세요"라는 말을 남겼으며, 수령받은 기부액은 총 5030만 4390원에 달했고, 이 해에도 작년과 비슷한 내용의 쪽지를 덧붙였다. 이로써 얼굴 없는 천사는 기부 15년차를 맞이했다.
2015년에는 12월 30일 오전 9시에 전화를 걸었으며, 이번에는 "주민센터 뒤 공원 가로등 쪽 숲속에 돈을 놓았다"고 밝혔다. 기부 방식은 예년과 같았으며 동봉된 쪽지 역시 소년 소녀 가장을 응원하는 내용이었다. 기부금은 총 5033만 9810원에 달했다. 2016년에는 12월 28일 오전 11시에 50대 추정 남성이 전화를 걸어와 주민센터 뒤 천사공원 숲을 살펴보라는 말을 남겼으며, 지폐와 동전을 합쳐 5021만 7940원의 기부금을 수령하였다. 함께 들은 쪽지에는 "소녀소녀 가장 여러분 힘든 한해였지만 우리에게는 희망이라는 선물이 있다는 걸 잊지 않았으면 합니다. 새해 복 많이 받으세요"라는 글귀가 쓰여져 있었다. 2017년에는 지난해와 같은 12월 28일 오전 11시에 중년 남성이 전화를 걸어, 역시 같은 위치에 두고 갔다는 말을 남기고 끊었다. 박스 안에는 5만원권 지폐와 돼지 저금통을 합해 6027만 9210원의 기부금과, "소년·소녀 가장 여러분 힘든 한해 보내느라 고생하셨습니다. 내년에는 더 좋아질 꺼라 생각합니다. 새해 복 많이 받으세요"라는 내용의 쪽지가 들어 있었다. 2018년에는 12월 27일 오전 9시 7분에 전화를 걸었으며, 주민센터 지하주차장 입구의 A4용지 상자가 있으니 어려운 이웃에게 써달라는 말을 남겼다. 이 해의 기부금은 5020만 1950원이었으며, "소년ㆍ소녀 가장 여러분, 고생하셨습니다. 새해에도 힘내세요"라는 쪽지도 남겼다.

### 2019년 기부금 절도 사건
2019년 12월 30일, 오전 10시 3분 경에 전화를 건 남성은 "주민센터 뒤편에 기부 금품을 넣은 상자를 놓았으니 어려운 이웃과 함께해달라"며 기부의 뜻을 전했다. 주민센터 직원이 해당 장소를 찾았으나, 성금 상자는 없었다. 남성은 세 차례 더 전화를 걸어 "(주민센터) 뒤쪽에 상자 있다", "성금을 찾았느냐", "물건 아직 못 찾았냐"며 상자 위치를 재차 알려줬고, 직원들은 30분 넘게 주변을 샅샅이 살폈지만, 끝내 발견하지 못하면서 10시 37분 경찰에 도난 신고를 했다. 10시 46분 다섯 번째 전화를 건 남성은 성금이 사라졌다는 소식을 전해듣고 무척 당황해한 것으로 알려졌다.
신고를 접수한 경찰은 현장 인근에 CCTV가 없어 수사에 어려움을 겪었으나, 범행 4시간만에 충남 계룡과 대전 유성구에 위치한 자택에서 절도범 2명을 검거하였다. 이들은 30대 고등학교 동창 사이로, 기부 며칠 전부터 SUV를 탄 채 동사무소 인근에서 잠복한 끝에 돈을 훔쳤다. 하지만 이를 수상하게 여긴 주민이 차량번호를 미리 적어둔 뒤 곧바로 신고하면서 신속한 검거로 이어지게 되었다. 범인들은 이듬해 2020년 6월 항소심에서 징역 1년 6개월과 1년을 각각 선고받았다.
무사히 환수된 성금은 2020년 1월 2일 사건을 해결한 김영근 완산경찰서 형사과장이 직접 주민센터를 찾아 최규종 노송동장에게 전달하였다. A4용지 상자에는 500만원의 현금과 동전이 담긴 돼지저금통을 비롯해 성금 6016만 3210원이 들어 있었고, '소년소녀가장 여러분 힘내세요'라고 적힌 쪽지를 남겼다. 이로써 얼굴 없는 천사의 기부는 20년째를 맞이했다.

### 2020년대
이듬해 2020년에는 절도 사건으로 인한 낙심과 코로나19 사태의 영향으로 올해는 찾아오지 않는 게 아닌가 하는 주변의 우려가 있었다. 하지만 12월 29일 오전 11시 24분, 50대 남성이 주민센터에 전화를 걸어와 "주민센터 주변 골목길에 A4용지 상자를 놓아두었다. 코로나로 어려운 분들께 도움이 됐으면 좋겠다"라며 기부의 뜻을 전했다. 상자 속에는 7012만 8980원의 현금과 함께, "지난해 저로 인한 소동이 일어나서 죄송합니다. 코로나로 인해 힘들었던 한해였습니다. 이겨내실 거라 믿습니다. 소년소녀가장 여러분 새해 복 많이 받으시고 건강하세요"라는 글이 적힌 종이가 들어 있었다.
2021년 12월 29일 오전 10시 5분, 성산교회 앞 트럭 화물칸에 성금을 놓아두었다는 익명의 전화가 주민센터로 걸려왔다. 이 해의 기부금은 7009만 4960원이었으며, 소년소녀가장을 응원하는 메시지와 "불우한 이웃을 도와주시고 따뜻한 한 해가 됐으면 좋겠습니다"란 말이 적힌 쪽지를 함께 전달하였다.
2022년 12월 27일 오전 11시 1분경, 성산교회 앞 유치원 차량 아래에 상자를 놓아두었다는 중년 남성의 전화가 주민센터로 걸려왔다. 현금은 총 7600만 5580원이었다. 현금과 함께 들어 있던 편지에는 “대학 등록금이 없어 꿈을 접어야 하는 전주 학생들과 소년소녀 가장에게 작은 도움이 되었으면 합니다. 힘내시고 이루고자 하는 모든 일들이 이루어졌으면 합니다. 새해 복 많이 받으세요”라고 적혀 있었다.
2023년 12월 27일 오전 10시, 주민센터 인근 교회 표지판 뒤에 상자를 두었다는 중년 남성의 전화가 걸려왔으며, 성금은 총 8006만 3980원이었다. 상자에는 "올 한 해도 고생 많으셨습니다. 불우한 이웃을 도와주세요. 감사합니다"라는 메시지가 담겼다.
2024년 12월 20일 오전 9시 26분경, 전주시 노송동주민센터에 "(부근) 기자촌 음식점 맞은편 탑차 아래에 (성금을) 놓았으니 불우한 이웃을 위해 써주세요"라는 익명의 전화가 걸려왔다 현금 8003만 8850원과 함께 "소년소녀 가장 여러분 따뜻한 한 해 보내시고 새해 복 많이 받으세요"라고 적힌 편지가 놓여져 있었다. 이로서 누적 성금이 10억을 돌파해 총 성금은 10억 4,483만 6,520원에 달한다.

## 여파

### 기부금
2015년 보도에 따르면 얼굴 없는 천사의 성금은 전라북도사회복지공동모금회를 통해 노송동 지역 내의 어려운 이웃들을 위해 쓰인다. 노송동 주민센터는 중증장애인 등 특정인에 대한 집중 지원보다는 저소득 가구를 선정하여 일정 금액씩 배분해 왔으며, 이는 얼굴 없는 천사가 기부할 때마다 홀몸 노인과 소년 소녀 가장, 조손 가정 등 어려운 계층을 위해 써 달라는 당부에 의한 것이다.
초창기에는 쌀과 연탄 구입에 주로 쓰였지만, 2002년부터는 "필요한 것을 사서 쓰고 싶다"는 주민의 의사에 따라 한 가구당 10만∼30만원씩 현금으로 지급되기 시작하였다. 2015년 기준으로 노송동 내 총 4,600여 가구가 얼굴 없는 천사의 기부로 혜택을 보았으며, 이는 마을 전체 6,175가구의 74%에 달하는 것으로 집계됐다.

### 기념 사업과 기념작
2009년 9월 4일, 송하진 전주시장은 얼굴없는 천사의 뜻을 기리는 마음에서 동사무소 근처의 도로를 기념 도로로 조성하고, 얼굴 없는 천사에 대한 기념비도 세우기로 발표하였다. 기념비는 12월 중순에 제작이 완료되었으며, 2010년 1월 12일 동사무소 앞 화단에 세워졌다. 기념석은 가로 1.2m, 세로 1m 크기로 만들어졌으며, '얼굴 없는 천사여, 당신은 어둠 속의 촛불처럼 세상을 밝고 아름답게 만드는 참사람입니다. 사랑합니다'라는 글귀가 새겨져 있다.
같은해 2010년에는 노송동주민센터 앞 750m 구간 도로의 이름도 '얼굴 없는 천사의 거리'로 바꾸었으며, 2011년부터는 노송동 일대 마을을 '천사마을' 가꾸기 사업계획이 추진되어, 주민 문화공간과 테마존 등이 건립되었다. 2012년 10월에는 천주교 전주교구청부터 노송동 주민센터까지 약 2km 구간을 '천사의 길'로 조성하였고, 2015년 2월에는 얼굴 없는 천사의 뜻을 기리는 '천사의 날개' 벽화가 세워졌다. 2020년 2월에는 얼굴 없는 천사의 기부 20주년을 기리는 조각품이 천사공원에 설치되었다.
2010년 4월 20일 전주시는 얼굴 없는 천사를 '전주시민의 장 특별공익장' 수상자로 선정하였다. 상징적 의미의 수상이므로 노송동 얼굴 없는 천사비 추진위원회에 일단 상패를 전달하고, 추후 주민센터나 시청에 전시토록 하였다. 2023년에는 HD현대1%나눔재단에서 시민 영웅을 대상으로 수여하는 'HD현대아너상' 대상에 선정되었으며, 시상금 2억원은 대상자의 신원 불명과 활동 의의를 감안하여 소외계층 돕기에 활용하게 되었다.
얼굴 없는 천사를 기리기 위한 작품도 제작되었다. 2011년 12월 9일에는 전북지역 연극단체인 창작극회가 '얼굴 없는 천사'를 바탕으로 재구성한 연극 〈노송동 엔젤〉을 선보였다. 2017년 4월에는 얼굴 없는 천사를 배경으로 한 영화 《천사는 바이러스》가 전주국제영화제에서 상영되었다. 전주영상위원회가 제작하고, 김성준이 감독한 이 작품은 얼굴 없는 천사를 취재하러 온 기자가 노송동주민센터를 찾아오면서 진행되는 이야기를 줄거리로 삼고 있다. 영화제 상영 3년 뒤인 2021년 1월 6일, 일반 극장가에 개봉하였다.

### 기부 확산
얼굴 없는 천사의 영향을 받고 이를 모방한 익명기부도 늘었다. 2009년 《동아일보》는 전주시에서 주민센터 등에 신원을 밝히지 않고 돈이나 쌀 등을 놓고 가는 사례가 늘어나, 이른바 '얼굴 없는 천사 신드롬'이 일고 있다고 보도했다. 2009년 12월 16일에는 전주시 팔복동과 서신동, 완산동 주민센터 등 3곳에 '익명의 천사'들이 317만 원을 맡기는 등, 그 달에만 시내 주민센터에 돈과 쌀을 맡긴 사례만 10건을 넘었다고 전한다. 2011년 노송동 주민센터 측은 "천사가 다녀가고 나면 30~50여건씩 기부가 들어온다"고 밝힌 바 있다. 2017년 《중앙일보》는 전주시가 추진하는 '밥 굶는 아이없는 엄마의 밥상' 등 각종 복지사업에 자신의 신분을 밝히지 않고 후원하는 시민들이 늘고 있는, 이른바 '천사효과'를 일으켰다고 보도했다.
노송동 주민들은 얼굴 없는 천사의 선행을 본받자는 의미에서 숫자 1004 (→천사)를 연상케 하는 10월 4일을 천사의 날로 지정해 기념하고 있다. 아울러 주변 6개동과 다같이 '천사축제'를 개최해 불우이웃을 돕는 등의 나눔 행사를 진행해오고 있다. 천사축제는 코로나19 범유행으로 인해 2020년과 2021년 비대면 온라인 축제로 진행되었고, 2022년 제12회 축제에 다시 대면으로 개최되었다.

## 같이 보기
- 기부
  - 구세군 자선 냄비
- 연말연시

### 해설
1. ↑  2005년 12월 당시 전북 일대에 기록적인 폭설이 내린 적이 있었다. 정읍에서는 최대 적설량 43cm를 기록했고, 고창에서는 이듬해까지 누계적설량 200cm를 기록했다. 폭설 지역을 대상으로 휴교령이 내려지고, 시설붕괴로 인한 수백억원대의 재산피해가 발생했으며, 노무현 대통령이 피해복구 현장을 직접 방문하기도 했다. 전주 역시 폭설 피해를 비껴가지 못했으며, 호남 전 지역과 더불어 특별재난지역으로 선포되었다.[20][21][22][23]